# Jan Peers
Jan Peers (Oostham, 12 april 1939 – Leuven, 20 november 2021) was een Belgisch doctor in de genees-, heel- en verloskunde, specialist inwendige geneeskunde en professor aan de Katholieke Universiteit Leuven.

## Levensloop
Jan Peers volgde humaniora aan het Sint-Jozefcollege in Turnhout. Hij studeerde een jaar geneeskunde in het Frans in Namen en studeerde in 1965 aan de Katholieke Universiteit Leuven af. Hij werd vervolgens assistent aan deze universiteit en heroprichtte de Vereniging voor Assistenten.
Van 1973 tot 1998 was hij algemeen coördinator voor de Universitaire Ziekenhuizen, die in deze tijd van een versnipperd landschap tot het grootste ziekenhuis van België en een van de topziekenhuizen van Europa werden omgevormd. Hij had de opdracht de over verschillende ziekenhuizen verspreide diensten in een structuur te integreren. Zo stond hij mee aan de wieg van Gasthuisberg, de universitaire ziekenhuiscampus. Hij was ook bestuurder van de KU Leuven.
Daarnaast bekleedde Peers verscheidene adviserende functies bij het Ministerie van Sociale Zaken, het Ministerie van Volksgezondheid en het RIZIV. Hij was ook medestichter van de Confederatie van de socialprofitondernemingen, waarvan hij van 1994 tot 2019 de eerste voorzitter was.
Peers overleed op 82-jarige leeftijd.
- International Standard Name Identifier: 0000 0000 2609 3226
- Library of Congress Control Number: n84060046
- Nederlandse Thesaurus van Auteursnamen: 072203498
- Virtual International Authority File: 8782918
- WorldCat: E39PBJrRgq89VX4Kkykm46gkDq